# OTS 44
OTS 44 – brązowy podkarzeł oddalony od Ziemi o ok. 550 lat świetlnych, znajdujący się w gwiazdozbiorze Kameleona. Przed odkryciem Cha 110913-773444 był to najmniejszy znany brązowy karzeł.
Masa OTS 44 wynosi około 11 razy więcej niż masa Jowisza (1,1% masy Słońca), średnica wynosi ok. 20% średnicy Słońca.

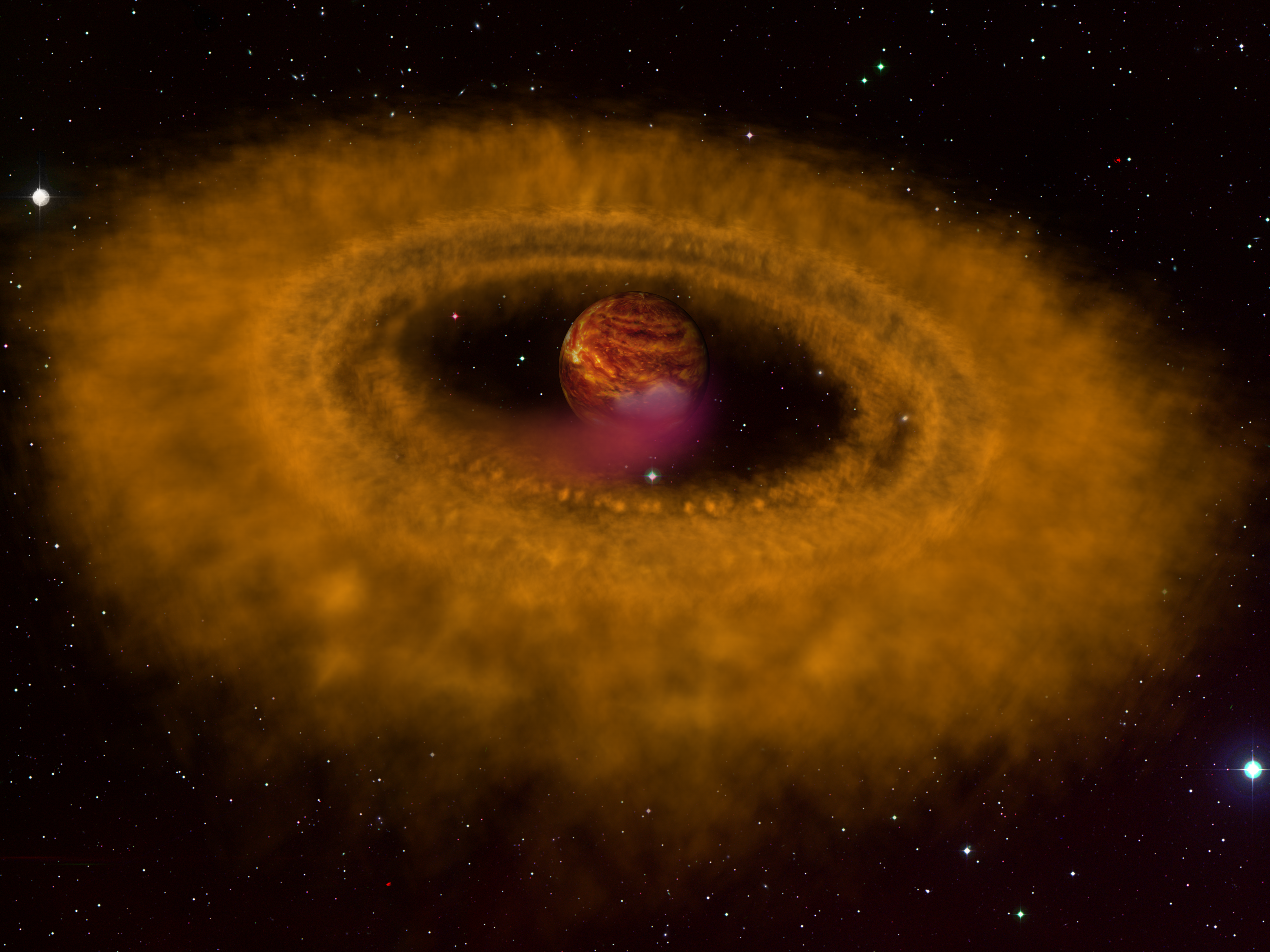
Inna wizja artystyczna.

Obiekt został odkryty w 1998 przez zespół japońskich badaczy pod kierunkiem M. Tamury, który badał brązowe karły w obłokach molekularnych w gwiazdozbiorach Kameleona i Byka. W 2004 roku OTS 44 został zbadany spektroskopowo za pomocą Obserwatorium Gemini w Chile przez zespół Kevina Luhmana, który ustalił, że jest to najlżejszy znany wówczas brązowy karzeł. Późniejsze badania zespołu przy użyciu Kosmicznego Teleskopu Spitzera wykazały, że OTS 44 jest otoczony dyskiem protoplanetarnym. Astronomowie szacują, że dysk posiada wystarczającą masę, by mógł z niego powstać mały gazowy olbrzym i kilka skalistych planet rozmiaru Ziemi.